# RK Knin
Rugby club Knin je ragbijski klub iz Knina, Hrvatska. Klupsko sjedište je u Kninu.

## Povijest
Klub je osnovan 30. srpnja 2006. Utemeljitelj je Irac na radu u Kninu, Alan Moore. Po osnutku, klub je uspostavio veze s hrvatskim i inozemnim klubovima. Irski RFC Kilkenny poslao je i prve komplete dresova za ovaj klub.
Iako je u drugoj županiji, klub je član ragbi saveza Splitsko-dalmatinske županije.
Na dan Sv. Patrika, zaštitnika Irske održana je revijalna utakmica između hrvatske reprezenacije i Barbarkog sastava Irske (Barbarian - Selekcija igrača iz raznih klubova jedne ili više zemalja).
U sezoni 2008/09., "Knin" je igrao u 2. hrvatskoj ligi, zajedno s drugim sastavom splitske "Nade", "Siskom" i "Vilanima".

## Vanjske poveznice
- RK Knin blog